# Кропивянська волость
Крапивянська волость — адміністративно-територіальна одиниця Золотоніського повіту Полтавської губернії з центром у містечку Кропивна.
Станом на 1885 рік — складалася з 14 поселень, 19 сільських громад. Населення — 9630 осіб (4637 чоловічої статі та 4993 — жіночої), 1695 дворових господарств.
|                     | Площа, десятин | У тому числі орної, дес. |
| ------------------- | -------------- | ------------------------ |
| Сільських громад    | 7720           | 6388                     |
| Приватної власності | 9814           | 4264                     |
| Іншої власності     | 14             | 11                       |
| Загалом             | 17669          | 10663                    |

Найбільші поселення волості станом на 1885:
- Кропивна — колишнє державне та власницьке містечко при річці Кропивна за 10 верст від повітового міста, 2172 особи, 319 дворів, 3 православні церкви, лавка, 3 постоялих будинків, 3 водяних і 16 вітряних млинів, 4 ярмарки на рік: 22 лютого, 20 липня, 1 жовтня та 14 листопада, 2 маслобійних заводи.
- Богушкова Слобідка — колишнє державне та власницьке містечко при річці Золотоноша, 2345 осіб, 495 дворів, православна церква, школа, 3 постоялих будинків, 2 лавки, 33 вітряних млини, 3 ярмарки на рік: 30 січня, 3 травня та 1 серпня, 6 маслобійних заводи.
- Деньги — колишнє державне та власницьке село при річці Кропивна, 2007 осіб, 222 дворів, 2 постоялих будинки, водяний і 18 вітряних млинів, 2 маслобійних заводи.
- Крупське — колишнє державне та власницьке село, 1447 осіб, 351 двір, православна церква, 4 постоялих будинки, водяний і 7 вітряних млинів, 2 маслобійних, цегельний і пивоварний заводи.